# Panama City
Panama City (spanska: Ciudad de Panamá) är huvudstad i staten Panama och ligger där Panamakanalen mynnar i Stilla havet. Centralorten hade cirka 430 000 invånare vid folkräkningen 2010, och hela storstadsområdet (inklusive bland annat San Miguelito) beräknas ha cirka 1,4 miljoner invånare.

## Geografi

### Klimat
|                                            | Jan | Feb | Mar | Apr | Maj | Jun | Jul | Aug | Sep | Okt | Nov | Dec |
| ------------------------------------------ | --- | --- | --- | --- | --- | --- | --- | --- | --- | --- | --- | --- |
| Normaldygnets maximitemperaturs medelvärde | 31  | 32  | 32  | 32  | 31  | 30  | 30  | 30  | 30  | 29  | 30  | 30  |
| Normaldygnets minimitemperaturs medelvärde | 21  | 21  | 22  | 23  | 23  | 23  | 22  | 22  | 22  | 22  | 22  | 22  |
|                                            |     |     |     |     |     |     |     |     |     |     |     |     |
| Nederbörd                                  | 25  | 7   | 7   | 53  | 145 | 186 | 105 | 172 | 172 | 264 | 184 | 95  |

| Diagram | temperaturer i °C • månadsnederbörd i mm | temperaturer i °C • månadsnederbörd i mm | temperaturer i °C • månadsnederbörd i mm | temperaturer i °C • månadsnederbörd i mm | temperaturer i °C • månadsnederbörd i mm | temperaturer i °C • månadsnederbörd i mm | temperaturer i °C • månadsnederbörd i mm | temperaturer i °C • månadsnederbörd i mm | temperaturer i °C • månadsnederbörd i mm | temperaturer i °C • månadsnederbörd i mm | temperaturer i °C • månadsnederbörd i mm | temperaturer i °C • månadsnederbörd i mm |
|         | 25 31 21                                 | 7 32 21                                  | 7 32 22                                  | 53 32 23                                 | 145 31 23                                | 186 30 23                                | 105 30 22                                | 172 30 22                                | 172 30 22                                | 264 29 22                                | 184 30 22                                | 95 30 22                                 |

## Historia
Staden grundades 15 augusti 1519 av Pedro Arias de Avila. Efter en attack av pirater 1671 brann staden ner och staden byggdes upp igen på en plats ca 5 km sydväst. Ruinerna av den gamla staden, som kallas Panama Viejo, finns fortfarande kvar och är ett världsarv.
Byggandet av Panamakanalen i början av 1900-talet hade stor betydelse för utvecklingen av stadens ekonomi och infrastruktur.
USA:s invasion av Panama 1989 ledde till att delar av staden brann ner. USA hjälpte dock till att bygga upp de förstörda delarna igen.

## Administrativ indelning
Staden är indelad i tretton administrativa enheter:
- Bella Vista
- Betania
- Curundú
- El Chorrillo
- Juan Díaz
- La Exposición o Calidonia
- Parque Lefevre
- Pedregal
- Pueblo Nuevo
- Río Abajo
- San Felipe
- San Francisco
- Santa Ana